# Coenosia flavimana
Coenosia flavimana este o specie de muște din genul Coenosia, familia Muscidae. A fost descrisă pentru prima dată de Zetterstedt în anul 1845. Conform Catalogue of Life specia Coenosia flavimana nu are subspecii cunoscute.